# Teucholabis sanguinolenta
Teucholabis sanguinolenta är en tvåvingeart som beskrevs av Alexander 1938. Teucholabis sanguinolenta ingår i släktet Teucholabis och familjen småharkrankar. Inga underarter finns listade i Catalogue of Life.